# Władysław Horodecki
Władysław Horodecki, właśc. Leszek Dezydery Władysław Horodecki, ukr. Владисла́в Владисла́вович Городе́цький (ur. 4 czerwca 1863 w Szołudkach koło Niemirowa na Podolu, zm. 3 stycznia 1930 w Teheranie) – polski architekt tworzący głównie w Kijowie, przedstawiciel modernizmu, przedsiębiorca i mecenas.

## Życiorys
Urodził się w polskiej rodzinie szlacheckiej herbu Kornic na Podolu, wylegitymowanej ze szlachectwa w latach 1824–1890 i wpisanej do części VI księgi szlacheckiej guberni podolskiej. Kształcił się w gimnazjum realnym św. Pawła w Odessie, a potem w Imperatorskiej Akademii Sztuki w Petersburgu. W 1890 roku osiedlił się w Kijowie. Był zapalonym myśliwym. Uczestniczył w kilku wyprawach w Rosji (Azerbejdżan, Turkmenistan, Turkiestan, Afganistan i Syberia Zachodnia), a w 1911 roku wyjechał do Afryki. Swoje przeżycia opisał w książce W dżungli Afryki. Dziennik myśliwego, która została wydana w Kijowie w języku rosyjskim własnym kosztem w nakładzie 50 egzemplarzy. W 2020 roku książka została wydana w języku polskim przez wydawnictwo AtraWorld.
Po przejęciu władzy w Kijowie przez bolszewików wyjechał w 1920 do Polski, by w 1928 roku znaleźć się w Teheranie – zajmował się tam, na zlecenie amerykańskiej kompanii, budową infrastruktury kolejowej. Tam zmarł w styczniu 1930 roku. Pochowano go na lokalnym katolickim cmentarzu Dulab. Nagrobek zdobi napis w języku polskim profesor architektury. Jego stryjecznym wnukiem jest Zdzisław Otello Horodecki.

## Upamiętnienie
- Od 1996 roku jest patronem dawnej ulicy Karola Marksa (Nikołajewskiej) w Kijowie.
- W 2011 roku w Niemirowie został odsłonięty pomnik. Jest to popiersie architekta umieszczone na postumencie z białej cegły. Napis w języku ukraińskim obok nazwiska podaje daty urodzenia i śmierci[8].
- W 2013 roku z okazji 150 rocznicy urodzin wybito na Ukrainie monetę o nominale 5 hrywien upamiętniającą architekta[8].
- W 2004 roku w Kijowie w Pasażu na chodniku obok domu (ul. Chreszczatyk 15) został odsłonięty pomnik[9].

## Prace
- gmach Narodowego Muzeum Sztuki Ukrainy zbudowany w latach 1897–1899 przy ul. Hruszewskiego 6 w Kijowie z zastosowaniem starogreckiej kolumnady, z reliefem na frontonie przedstawiającym alegorię sztuki i rzeźbami dwóch lwów. Horodecki nadał budynkowi lekki kształt, na co wpłynęło zastosowanie cementu z prywatnej fabryki Ton pod Kijowem[10],
- Kościół św. Mikołaja z lat 1899–1909 położony przy ul. Wielkiej Wasylkowskiej 75 w Kijowie, zaprojektowany w stylu neogotyckim z dwoma sześćdziesięciometrowymi szpiczastymi wieżami oraz rozetą na fasadzie[10],
- kienesa karaimska z 1900 r. wzniesiona przy ul. Jarosławowy Wał 7. Horodecki nadał jej kształt mauretański z wielką kopułą, która jednak nie zachowała się do naszych czasów[10],
- budynek należący do fabryki mebli J. Kimayera przy ul. Bankowa 13 w Kijowie,
- Południoworosyjska Fabryka Maszyn przy ul. Żyliańskiej 101 w Kijowie, zwracająca uwagę prostotą form, z lat 90. XIX wieku,
- dom z chimerami wzniesiony przy ul. Bankowej 10 w Kijowie w stylu modernistycznym pod siedzibę własną w latach 1901–1903[10], obecnie jedna z siedzib prezydenta Ukrainy[5],
- pałac w Tulinie (1904)[11],
- willa własna w Eupatorii (Krym),
- mauzoleum Potockich w Pieczerze,
- fabryka cukru w Szpikowie,
- gimnazjum w Humaniu,
- gimnazjum w Czerkasach,
- drewniany szpital w Mosznach,
- łaźnia miejska w Zgierzu z 1926 r.
- wieża ciśnień w Piotrkowie Trybunalskim z 1927 r.,
- kasyno w Otwocku z 1927 r.,
- pałac szacha w Teheranie, wybudowany ok. 1930 r.,
- dworzec kolejowy w Teheranie, wybudowany ok. 1930 r.
- odnowienie pałacu Wiśniowieckich i Mniszchów w Wiśniowcu w 1924[12]

## Galeria

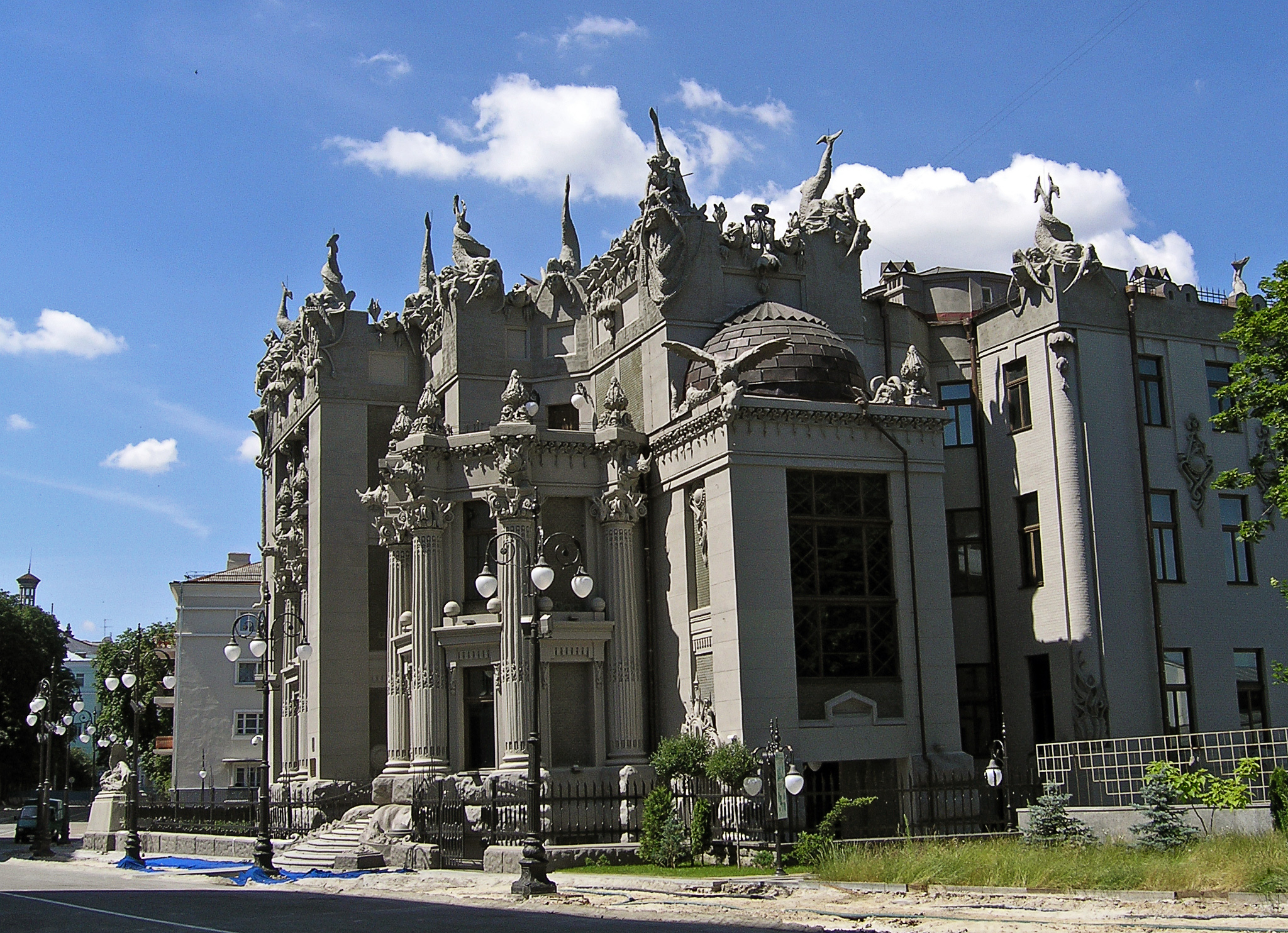
Budynek z chimerami w Kijowie (1901–1903)
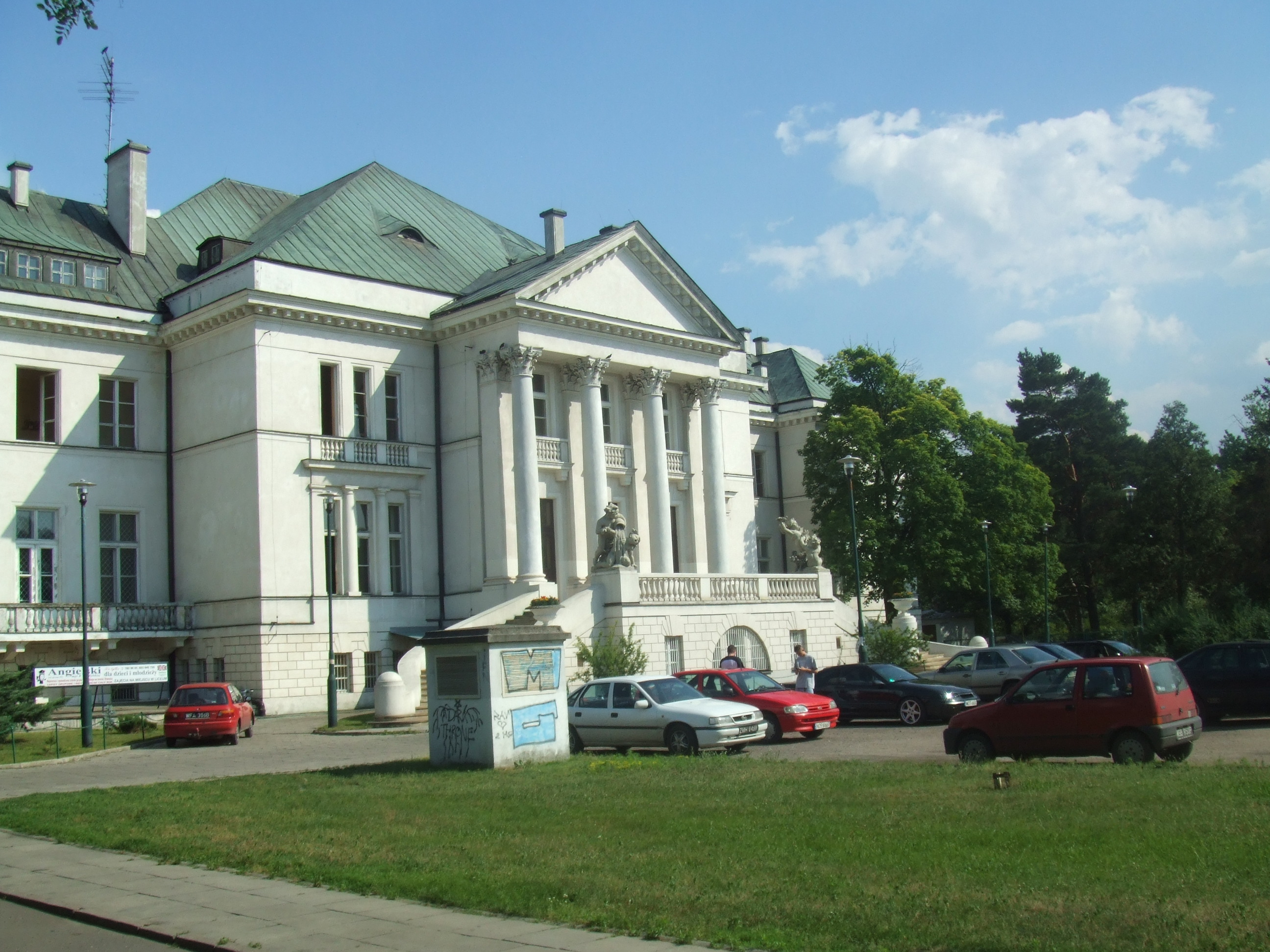
Gmach otwockiego kasyna z 1927
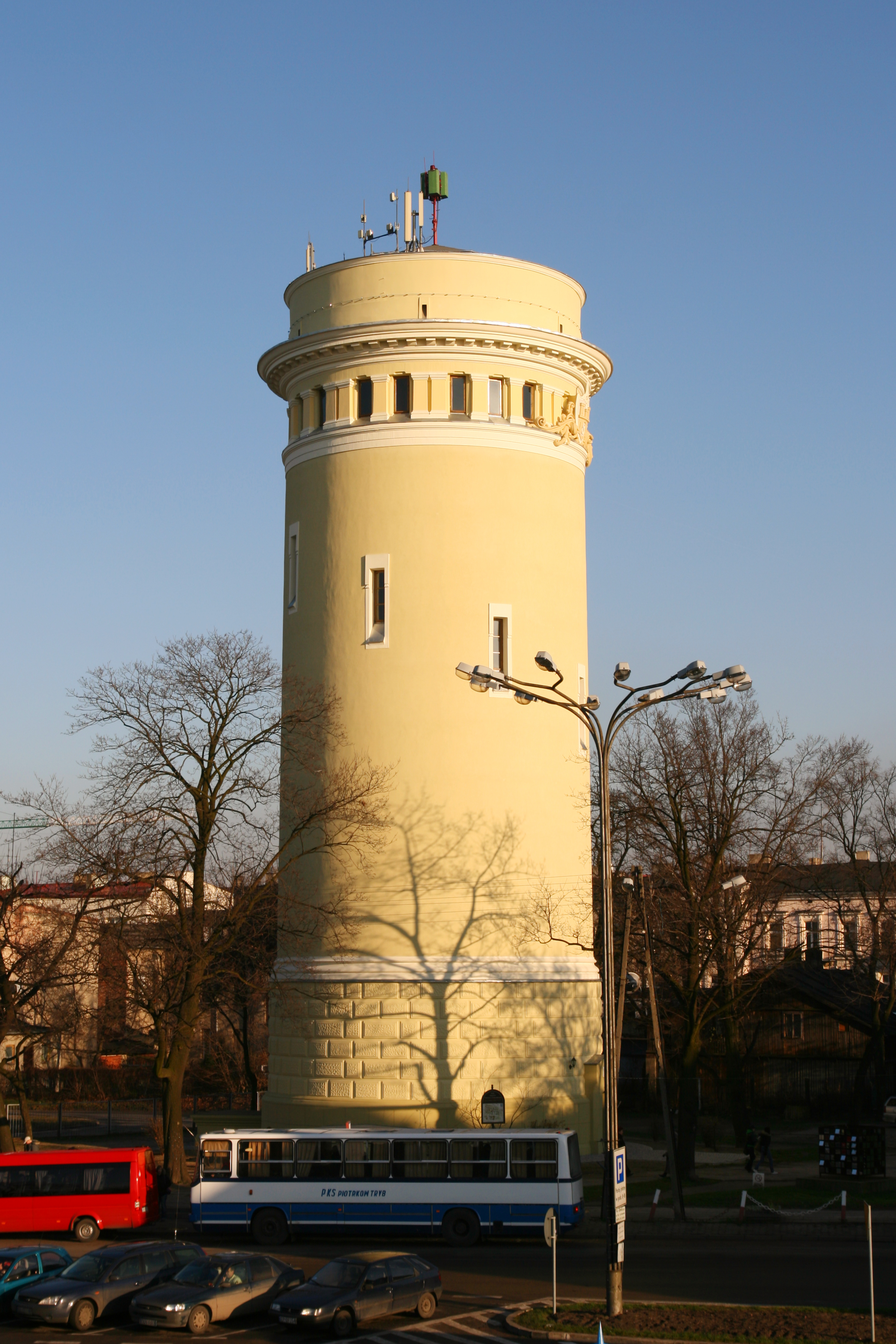
Wieża ciśnień w Piotrkowie Tryb. z 1927
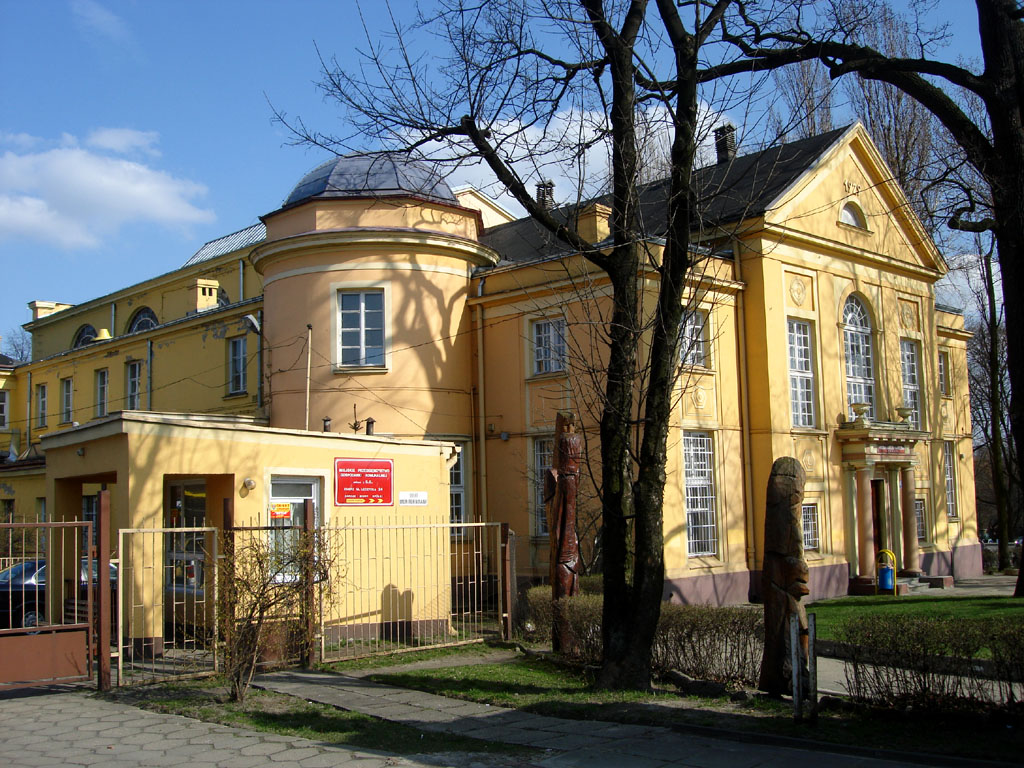
Łaźnia miejska w Zgierzu z 1926
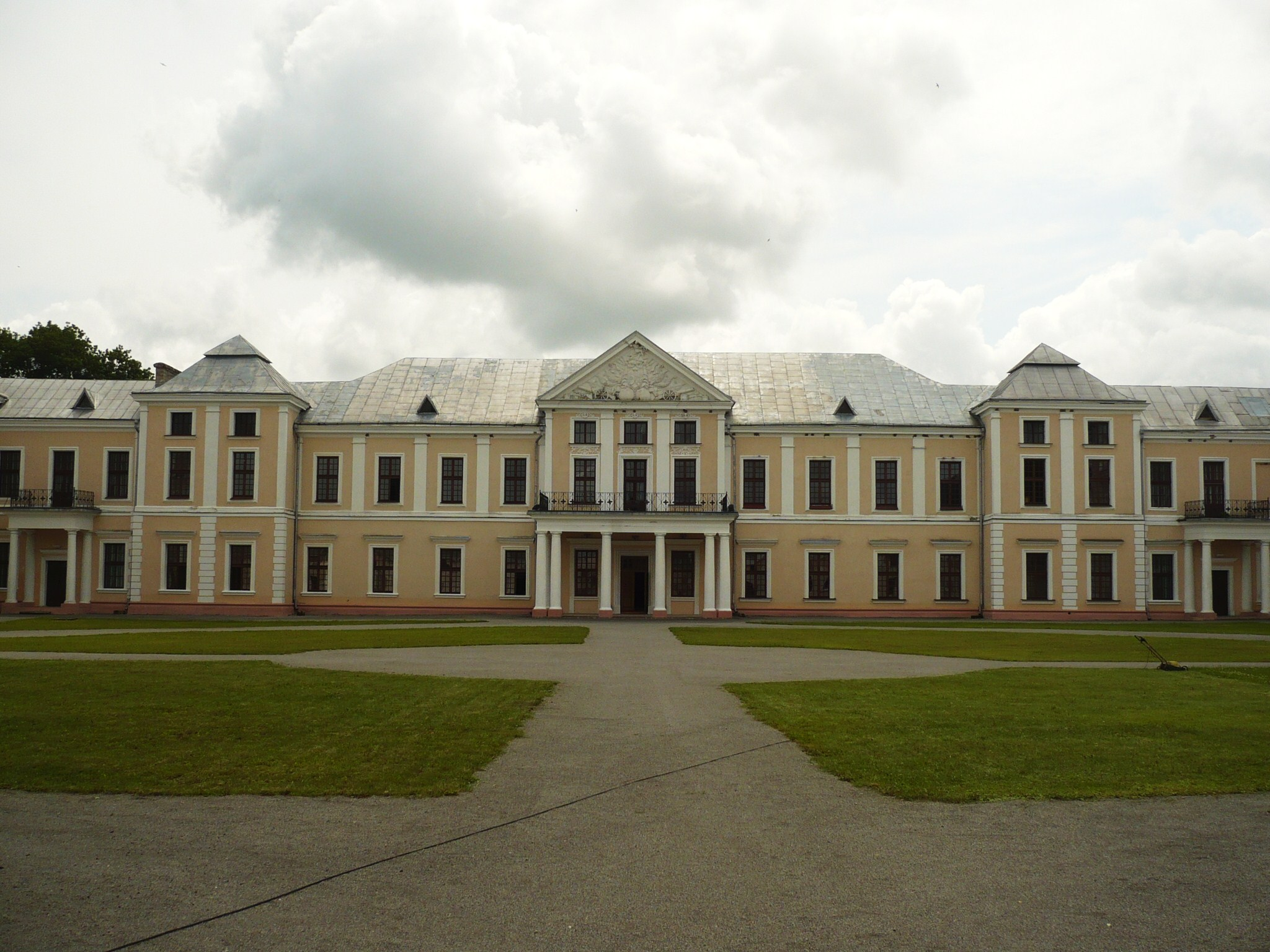
Pałac w Wiśniowcu
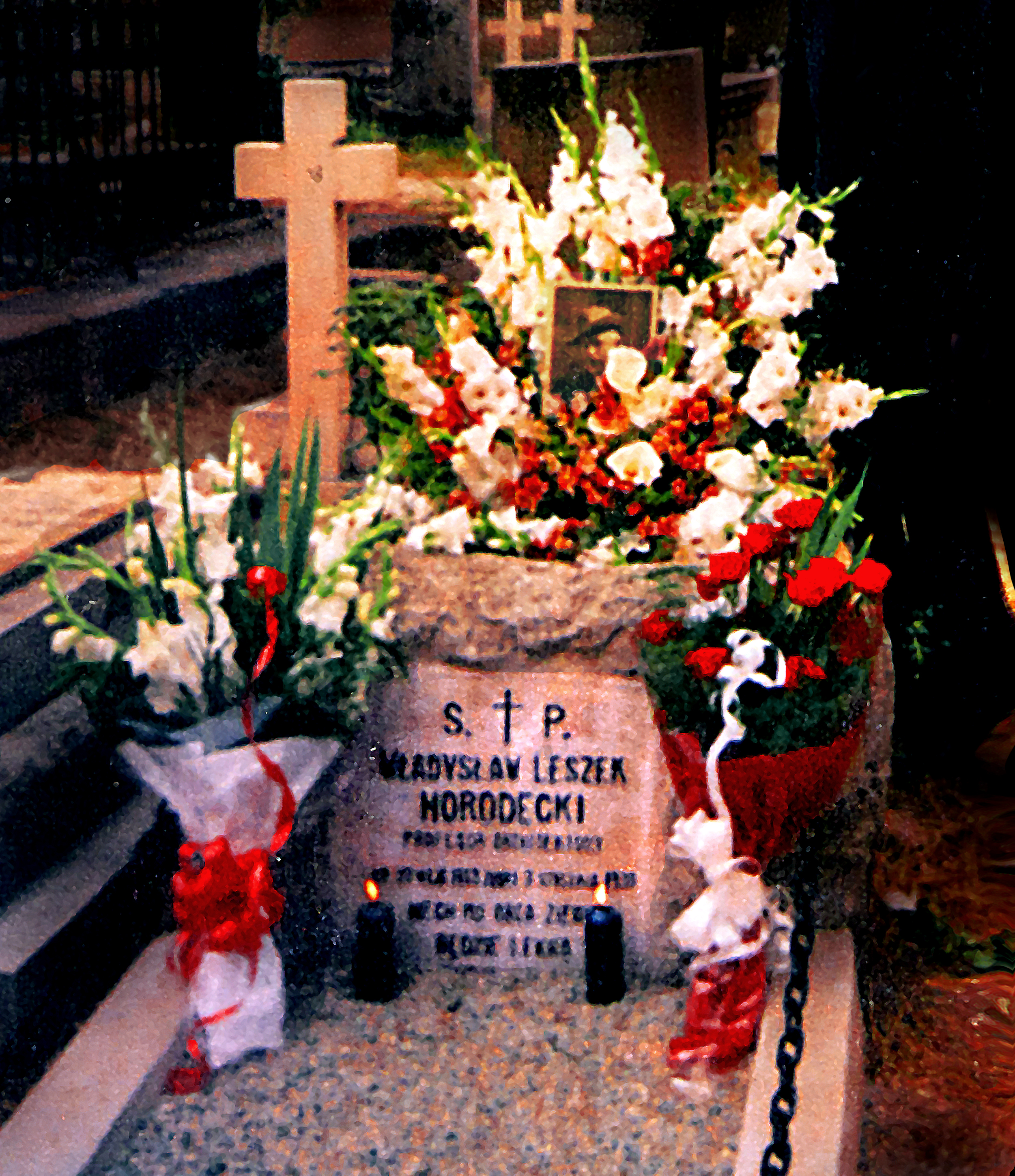
Grób Władysława Horodeckiego, Teheran 2005
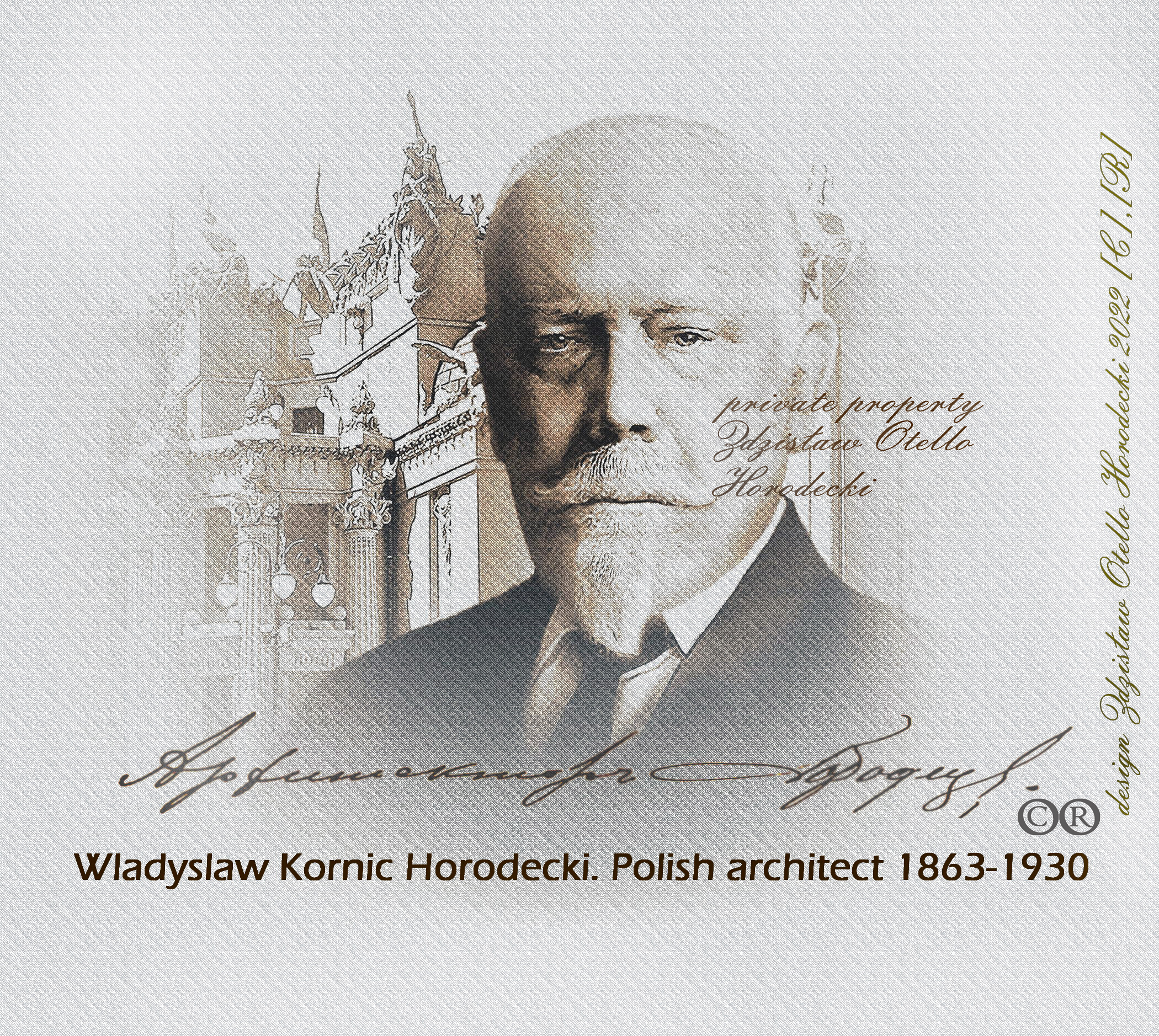
Władysław Kornic Horodecki. Polski architekt 1863-1930. Grafika autorska. Zdzisław Otello Horodecki. Publikacja autorska 20.03.2022. Grafika stylizowana, w sepii, na tle Domu z Chimerami